# Виштеа де Жос (Брашов)
Виштеа де Жос (рум. Viștea de Jos) насеље је у Румунији у округу Брашов у општини Виштеа де Жос. Oпштина се налази на надморској висини од 421 m.

## Становништво
Према подацима из 2002. године у насељу је живело 702 становника.

### Попис2002.
| Расподела становништва по националности 2002.‍ | Расподела становништва по националности 2002.‍ | Расподела становништва по националности 2002.‍ | Расподела становништва по националности 2002.‍ | Расподела становништва по националности 2002.‍ |
| --------------------------------------------- | --------------------------------------------- | --------------------------------------------- | --------------------------------------------- | --------------------------------------------- |
|                                               |                                               |                                               |                                               |                                               |
| Румуни                                        | Румуни                                        |                                               | 612                                           | 87,7%                                         |
| Роми                                          | Роми                                          |                                               | 86                                            | 12,3%                                         |